# Jenny Reisener
Jenny Reisener, coniugata Evans (Port Moresby, 4 agosto 1967), è un'ex cestista australiana.

## Carriera
Con l'Australia ha disputato i Campionati del mondo del 1990.